# Pica-pau-cardeal
O pica-pau-cardeal (Dendropicos fuscescens)   é uma ave residente bem distribuída e comum em grande parte da África subsaariana. Ocorre numa ampla gama de habitats, variando de floresta densa a arbustos espinhosos. É bastante vocal e é facilmente identificado pelos seus chamamentos. Os sexos são distinguíveis pelos padrões de plumagem na cabeça.

## Taxonomia
O pica-pau cardeal foi formalmente descrito em 1818 pelo ornitólogo francês Louis Jean Pierre Vieillot sob o nome binomial Picus fuscescens . Este pica-pau está agora colocado com 11 outros pica-paus subsaarianos do género Dendropicos que foi introduzido pelo ornitólogo francês Alfred Malherbe em 1849. A palavra Dendropicos combina o grego antigo dendron, que significa árvore, com pikos, que significa pica-pau. O epíteto específico fuscescens é latim moderno para "negro".
Um estudo filogenético molecular publicado em 2017 descobriu que o pica-pau cardeal era irmão do pica-pau-de-peito-malhado (Dendropicos poecilolaemus).
São reconhecidas nove subespécies:
- D. f. lafresnayi Malherbe, 1849 – Senegal e Gâmbia para a Nigéria
- D. f. sharpii Oustalet, 1879 – Camarões ao norte de Angola
- D. f. lepidus ( Cabanis & Heine, 1863) - sul do Sudão ao noroeste da Tanzânia
- D. f. hemprichii ( Ehrenberg, 1833) - elevações mais baixas da Etiópia para a Somália e Quênia
- D. f. massaicus Neumann, 1900 - elevações médias da Etiópia para o Quênia e Tanzânia
- D. f. loandae Grant, CHB, 1915 – Angola a oeste da Tanzânia, Zâmbia, norte da Namíbia, norte do Botswana, oeste do Zimbábue e norte da África do Sul
- D. f. hartlaubii Malherbe, 1849 – sul do Quênia ao centro de Moçambique
- D. f. intermedius Roberts, 1924 – centro de Moçambique a leste da África do Sul
- D. f. fuscescens ( Vieillot, 1818) – África Austral

## Descrição

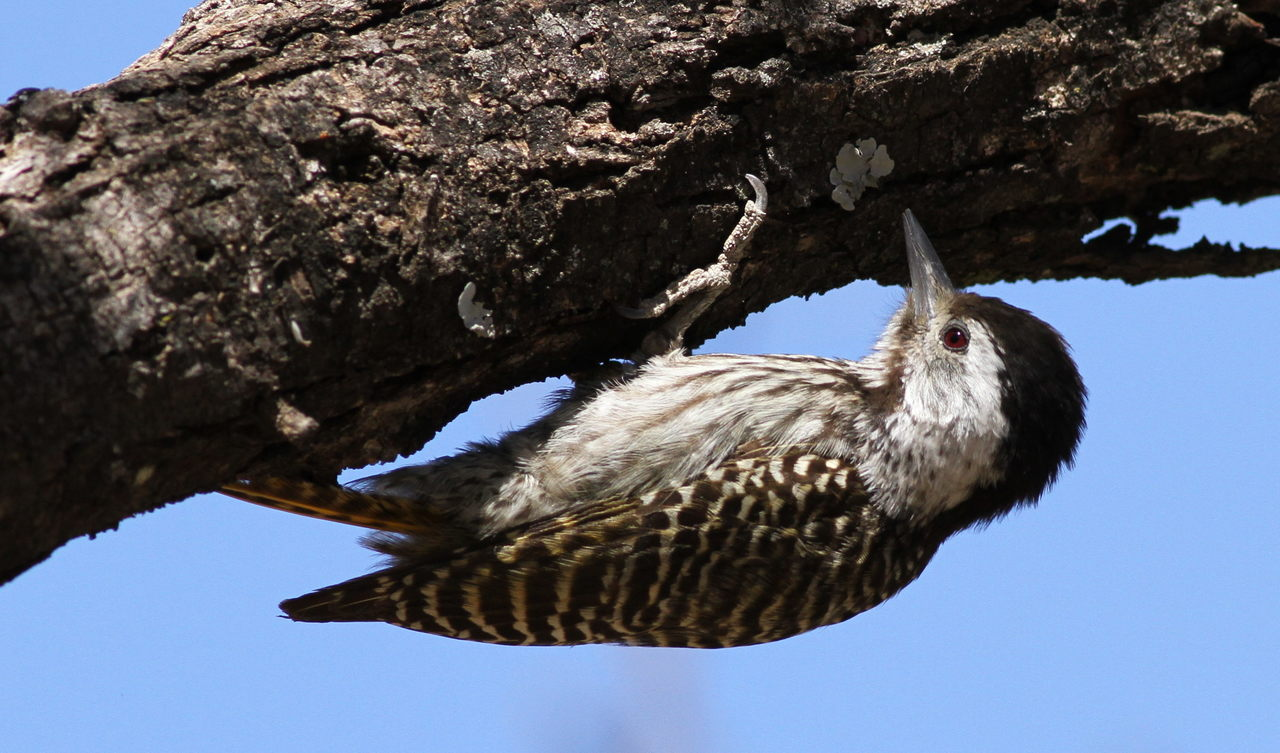
Fêmea numa árvore

Tal como sucede com outros pica-paus, esta espécie tem um bico recto e pontiagudo, uma cauda forte para fornecer apoio contra os troncos das árvores e pés zigodáctilos ou “jugados”, com dois dedos apontando para a frente e dois para trás. A longa língua pode ser lançada para a frente para capturar insetos.
Este é um pica-pau muito pequeno. Mede 14 a 15 centímetros (5,5 a 5,9 pol) da ponta do bico à ponta da cauda, e seu formato corporal é típico de um pica-pau. A plumagem do dorso é verde-oliva opaca e marcada com pontos e faixas mais claras. A parte inferior é branca, fortemente estriada de preto, e a plumagem do uropígio é fulva. A garganta e o rosto brancos são separados por uma conspícua faixa malar preta, e a coroa anterior é castanho-oliva. Tal como acontece com outros pica-paus, o padrão da cabeça varia com a idade e o sexo. O macho tem a coroa traseira e a nuca vermelhas, a fêmea tem a coroa traseira escura e a nuca preta. Os machos juvenis têm a coroa traseira vermelha e a nuca preta. A pequena crista é levantada quando a ave está excitada.

## Distribuição e habitat
O pica-pau-cardeal é nativo de partes tropicais da África Ocidental e Central. A sua área de distribuição inclui África do Sul, Angola, Benin, Botswana, Burkina Faso, Burundi, Camarões, Chade, Congo, Costa do Marfim, Djibouti, Eritreia, Eswatini, Etiópia, Gabão, Gâmbia, Gana, Guiné, Guiné-Bissau, Quênia, Lesoto, Malawi, Mali, Mauritânia, Moçambique, Namíbia, Nigéria, República Centro-Africana, República Democrática do Congo, Ruanda, Senegal, Serra Leoa, Somália, Sudão do Sul, Sudão, Tanzânia, Togo, Uganda, Zâmbia e Zimbábue. É encontrado numa ampla variedade de habitats, desde florestas densas até arbustos espinhosos.

## Comportamento e ecologia
O pica-pau-cardeal geralmente ocorre em pequenos grupos familiares ou pode juntar-se a pequenos bandos mistos. Alimenta-se principalmente nos andares inferiores das árvores e entre arbustos e trepadeiras, em talos de milho e juncos. Pica rapidamente e sonda a vegetação densa, escalando e pendurando-se em pequenos galhos. Tal como outros pica-paus, esta espécie é insectívora . É visto com frequência e regularmente martela de forma suave. O chamamento é um krrrek-krrrek-krrrek agudo. Nidifica num buraco de árvore, sem forro além de lascas de madeira.

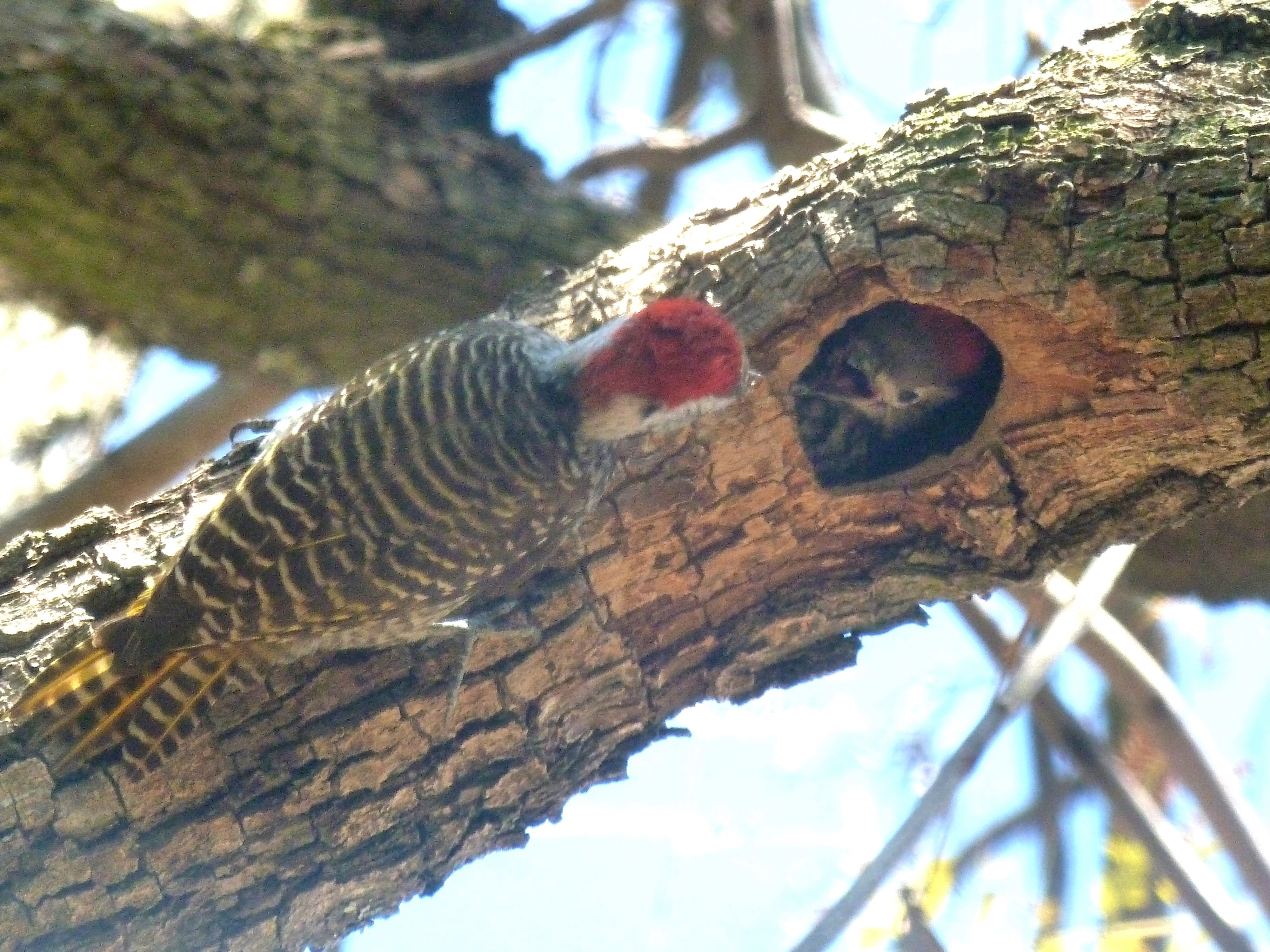
Macho adulto alimentando um único filhote macho, que está quase pronto para voar

A reprodução geralmente ocorre na primavera ou no início do verão. Como outras espécies de pica-paus, eles geralmente escavam uma nova cavidade de reprodução a cada temporada, o que leva algumas semanas. Com esta espécie, um ninho não está localizado nas proximidades do ninho da estação anterior. O orifício de entrada é de forma oval e situa-se a cerca de 2 metros do solo. Os ovos brancos brilhantes, em número de 1 a 3, são colocados sobre uma camada de lascas de madeira. Eles são colocados em intervalos de um dia e a incubação começa com o primeiro ovo. Ambos os pais participam da incubação, criação e alimentação. A ninhada é incubada por cerca de 12 dias e os filhotes deixam o ninho em cerca de 27 dias. Os jovens são cuidados pelos pais por mais 8 a 10 semanas. O honeyguide de garganta escamosa é registrado como um parasita de ninho.

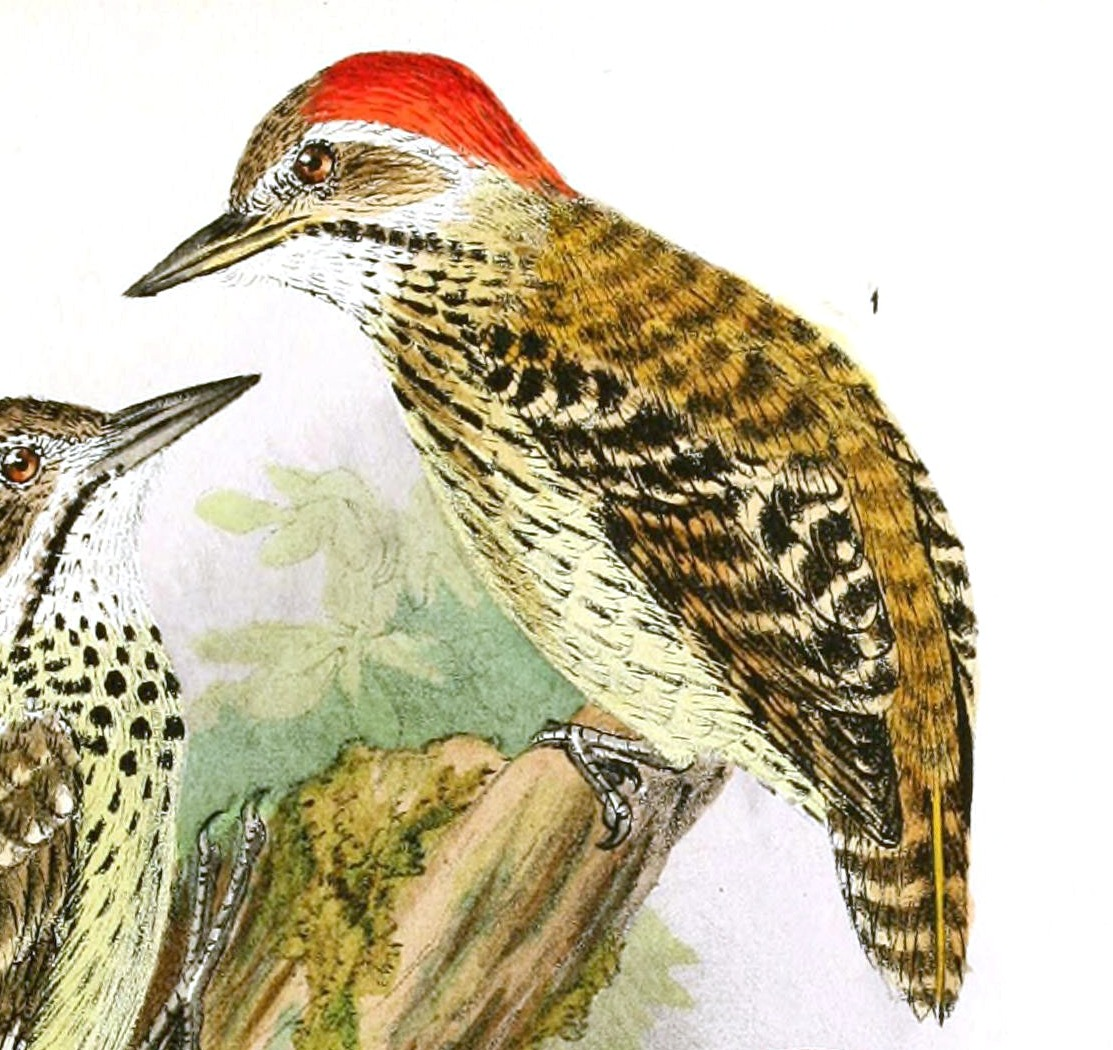
Macho do pica-pau cardeal ocidental, D. f. lafresnayi

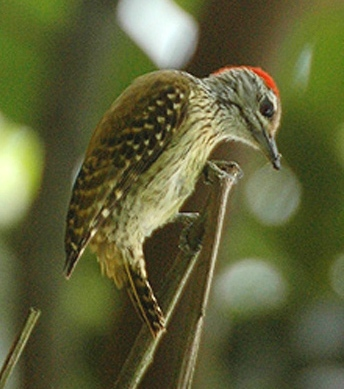
Macho de D. f. lepidus que não tem barra no manto

## Conservação
Esta espécie tem uma área de distribuição extremamente ampla e é comum em grande parte dessa área. Nenhuma ameaça particular foi reconhecida e a IUCN classificou seu estado de conservação como sendo de "menor preocupação".